# سيارة اسعاف السمنة

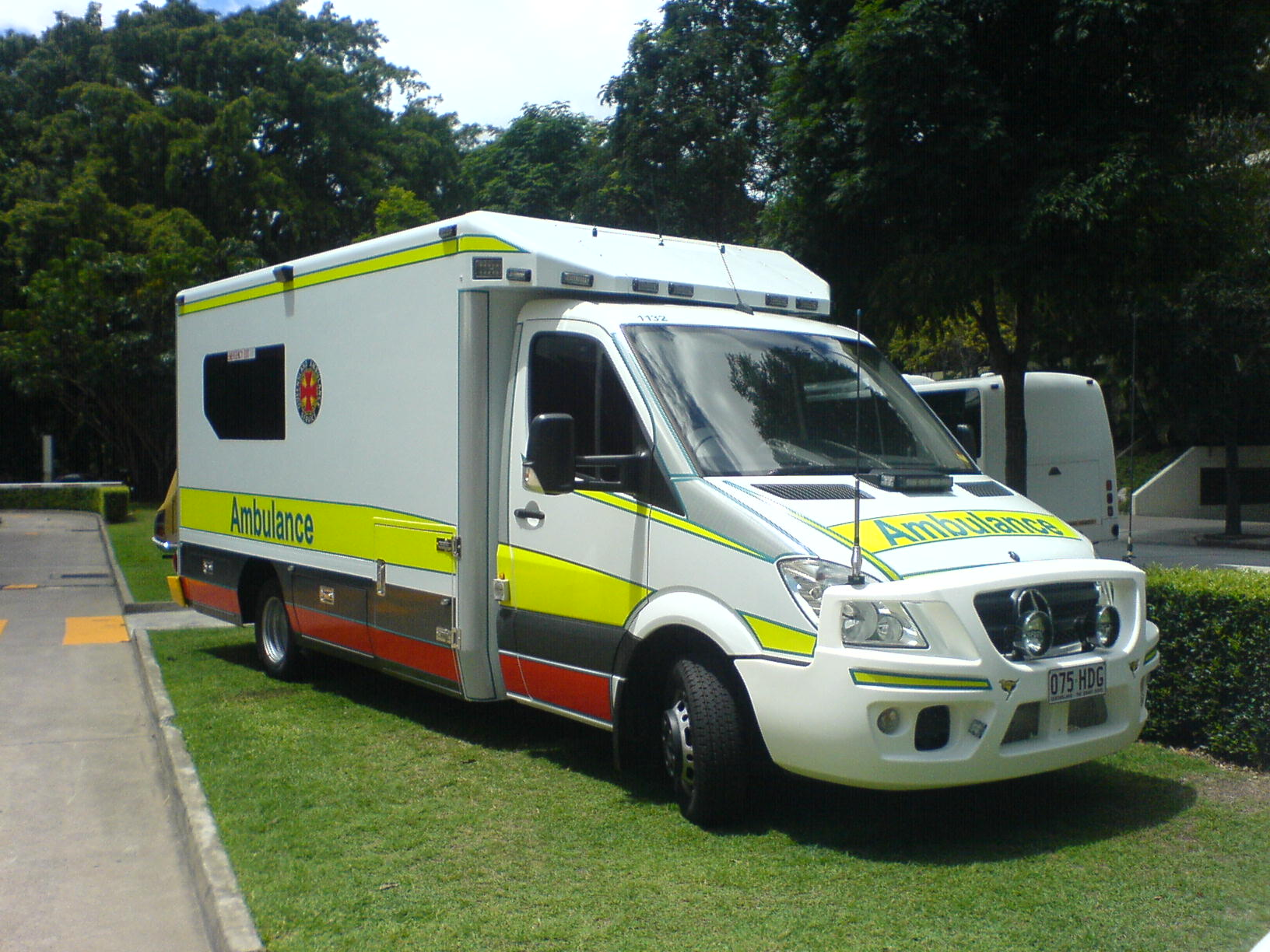
QAS إسعاف السمنة

سيارة الإسعاف لعلاج السمنة هي سيارة إسعاف معدلة لتحمل الحالات التي تعاني من السمنة المفرطة . ويكون لديهم مساحات داخلية واسعة للغاية، ويحملون «نقالات لعلاج البدانة» وأدوات رفع متخصصة قادرة على حمل المرضى الكبار جدًا وذوي الاوزان العالية.
وتعد من الخدمات المطلوبة حاليا نتيجة لزيادة انتشار السمنة في عموم السكان. حاليًا، لا توجد سعة قياسية للوزن بالنسبة لسيارات الإسعاف البدني، وقد تختلف المتطلبات حسب السكان حسب الطلب الوبائي. ومع ذلك، فهي مصممة عادة لحمل الأوزان بين 350 كجم (771.6 رطل) وما يصل إلى 450 كجم على الأقل (992 رطل).